# فینال لیگ اروپا ۲۰۱۴
فینال لیگ اروپا ۲۰۱۴ دیدار نهایی مسابقات لیگ اروپا در فصل ۱۴–۲۰۱۳ است سویا موفق شد بنفیکا را در ضربات پنالتی با نتیجه ۴–۲ شکست دهد.
این مسابقه در تاریخ ۱۴ مه ۲۰۱۴ میلادی در ورزشگاه یوونتوس، تورین مابین تیم‌های سویا و ب نفیکا شده است.